# 細田健太
細田 健太（ほそだ けんた、1995年5月30日 - ）は、日本の男性声優。神奈川県出身。スワロウ準所属。PVAS4期生。

## 略歴
2018年、声優デビュー。
2020年2月よりスワロウに預り所属。2022年4月1日付で準所属となる。

## 人物
趣味はサイクリング。特技はサッカー。
PVAS(P's Voice Actors School)入所当時、週1のレッスンで30名程の生徒がおり、翌週に忘れられていたらショックなので講師に覚えてもらいたいと思い、全身黄色のジャージでレッスンを受けていた。

## 出演

### テレビアニメ
2019年
- 臨死!!江古田ちゃん（男D）
- ダイヤのA actII（一年）
- 戦×恋（男子生徒B、客、学生C、車内アナウンス、消防隊員）
- ACTORS -Songs Connection-（生徒、政府関係者）

2021年
- うらみちお兄さん（コンビニ店員）
- プラチナエンド（偽メトロポリマン）

2022年
- CUE!（陽菜のクラスメイト、撮影スタッフ）

2023年
- トモちゃんは女の子!（サラリーマン）
- もういっぽん!
- 夢見る男子は現実主義者（山崎拓郎）
- 贄姫と獣の王（兵士A）
- シャングリラ・フロンティア（2023年 - 2025年、楽郎の友だち、男性プレイヤーB、便Pゲーム音声、楽郎の友だちA、プレイヤーA 他） - 2シリーズ
- 冒険者になりたいと都に出て行った娘がSランクになってた

2024年
- ぽんのみち（雀士）
- Re:Monster（ゴブ吉→オガ吉→ミノ吉）
- 魔王軍最強の魔術師は人間だった（バットソン）
- 先輩はおとこのこ（男子B）
- メカウデ（ファイブ）
- 来世は他人がいい（シモダ）

2025年
- ニートくノ一となぜか同棲はじめました（妖魔、カップル男）
- Übel Blatt〜ユーベルブラット〜（七槍騎士団団員、侍祭、砲台伯軍兵）

### ゲーム
- 戦国大河（2022年、森岡信元[21]）
- 逆転オセロニア（2024年、ガオジァン）

### 朗読劇
- 『絶滅ホスト』（2023年9月26-10月1日、Theater Mixa ) - アンサンブル

### ラジオ
- 細田健太のスワロウナイトニッポン（2020年12月 - 、YouTube） - パーソナリティ

### その他コンテンツ
- 超人的シェアハウスストーリー『カリスマ』（2021年、猿川慧）[22]

## ディスコグラフィー

### キャラクターソング
| 発売日   | 楽曲名               | 歌             | 楽曲                     | 備考               |
| 2021年   | 2021年               | 2021年         | 2021年                   | 2021年             |
| -------- | -------------------- | -------------- | ------------------------ | ------------------ |
| 9月22日  | めちゃめちゃカリスマ | 七人のカリスマ | 「めちゃめちゃカリスマ」 | 『カリスマ』関連曲 |
| 11月1日  | カリスマ一週間       | 七人のカリスマ | 「カリスマ一週間」       | 『カリスマ』関連曲 |
| 12月14日 | おつカリスマ！忘年会 | 七人のカリスマ | 「おつカリスマ！忘年会」 | 『カリスマ』関連曲 |
| 2022年   |                      |                |                          |                    |
| 4月28日  | LONE WOLF            | 猿川慧         | 「LONE WOLF 」           | 『カリスマ』関連曲 |
| 2023年   |                      |                |                          |                    |
| 3月15日  | カリスマピクニック   | 七人のカリスマ | 「カリスマピクニック」   | 『カリスマ』関連曲 |
| 6月2日   | ツッパレ！生涯反発   | 猿川慧         | 「ツッパレ！生涯反発」   | 『カリスマ』関連曲 |